# Ozero Dolzjno (sjö i Vitryssland)
Ozero Dolzjno (ryska: Озеро Должно) är en sjö i Belarus.   Den ligger i voblasten Vitsebsks voblast, i den norra delen av landet, 230 km norr om huvudstaden Minsk. Ozero Dolzjno ligger 144 meter över havet.
I omgivningarna runt Ozero Dolzjno växer i huvudsak blandskog. Runt Ozero Dolzjno är det ganska tätbefolkat, med 72 invånare per kvadratkilometer.